# Carex foetida
Carex foetida är en halvgräsart som beskrevs av Carlo Allioni. Carex foetida ingår i släktet starrar, och familjen halvgräs. Inga underarter finns listade i Catalogue of Life.